# Козлово (Кетовський район)
Козло́во (рос. Козлово) — присілок у складі Кетовського району Курганської області, Росія. Входить до складу Становської сільської ради.
Населення — 167 осіб (2010, 183 у 2002).